# Sarıkavak, Çifteler
Sarıkavak là một xã thuộc huyện Çifteler, tỉnh Eskişehir, Thổ Nhĩ Kỳ. Dân số thời điểm năm 2011 là 58 người.